# 名東区
名東区（めいとうく）は、名古屋市を構成する16区のうちのひとつ。

## 概要

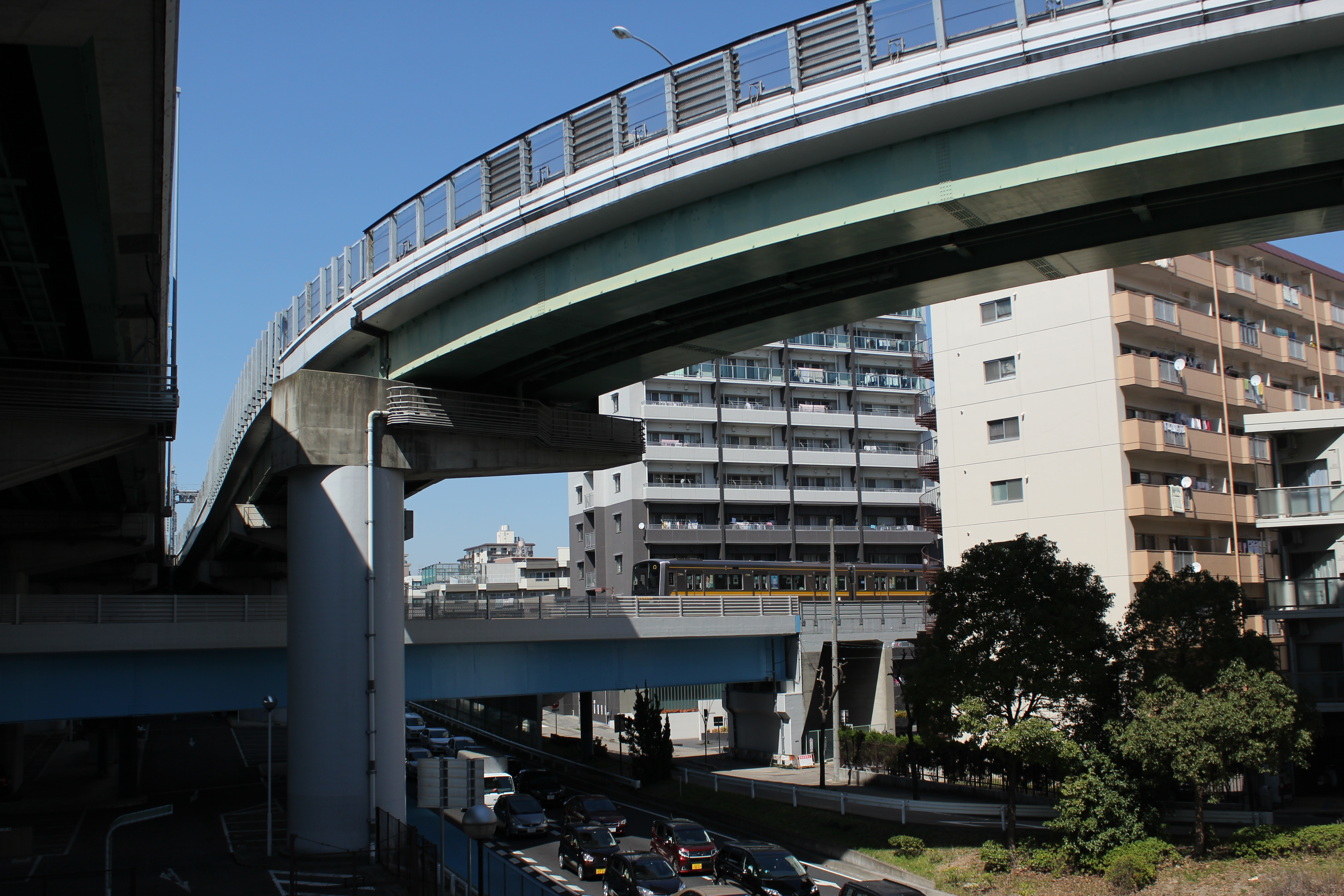
名二環・国道302号（名古屋環状2号線）や名古屋市営地下鉄東山線などが立体交差する上社駅周辺

名古屋市東部丘陵地帯に広がる閑静な新興住宅地。かつては多くの灌漑用ため池が点在し、畑、稲作の他、養蚕や葉煙草も栽培する田園地帯であったが、昭和30年代後半から急速に宅地造成が進み、区の大半が住宅地や商業地へ姿を変えた。社宅や質の良いマンション・アパートが多く、比較的地元色が薄い地域であるため地元の東海地方出身者のみならず地方からの新住民や転勤者家庭、学生なども多く在住している。そのため明るい雰囲気のカフェ・レストランなども多い。
名東区はその成り立ちや発展した過程において、他地方からの移住者に対して比較的開放的で、外に開かれた雰囲気が強い。名古屋城周辺の戦前より名古屋市であった東区や西区などと比べるとその特異性は際立ち、隣接する天白区・守山区と共に「名古屋の出島」と呼ばれる事もある。転入者を中心に住民は増加傾向にあり、活気あふれる街が多いのも特徴である。
区のシンボルは、名東区制5周年を記念して区民から名東区のシンボルマークを募集し、最優秀作品が採用されたもので、「めいとう」の「め」と、人の和と名古屋インターチェンジのイメージを盛り込んだマークとしている。
名古屋中心部から伸びる名古屋市営地下鉄東山線が区の中央を東西に横断している。上社駅、一社駅、本郷駅などの地下鉄駅周辺のインフラ整備が特に整っており、生活環境も快適なため若い子育て世代に根強い人気がある地域であり、名古屋市全体に比べて、若年層の人口比率が高い。市営地下鉄東山線終点の藤が丘駅は、2005年3月に開業したリニアモーターカー（HSST）である愛知高速交通東部丘陵線（リニモ）の始発駅でもあり、愛知万博会場に直結していた。愛知万博が隣接する長久手市で行われた為、万博による経済的恩恵を最も強く受けた地域である。東名高速道路、名古屋第二環状自動車道、名古屋高速のインターチェンジやジャンクションがあり、国道302号（名古屋環状2号線）も緑区までの区間が開通したため、東西南北いずれの方角に移動する際にも便利な位置にある。また、名古屋市中心部と名古屋ICや長久手市とを結ぶ愛知県道60号名古屋長久手線（東山通）が本区を東西に横切っており、利便性が良い。中村区の名古屋駅が名古屋の西玄関（鉄道の玄関）であるのに対して、名東区は名古屋の東玄関（道路の玄関）として交通の要衝となっている。
区内を走る名古屋市営地下鉄東山線は朝夕ラッシュ時には約2分間隔で高頻度運行されており、名古屋市中心部の栄地区まで約20分で到着できる交通至便な土地柄であるが、その一方で大規模な緑地公園なども点在しており、里山の面影を残す豊かな自然も多く残されている。
日常的な生活環境も充実しており、コンビニエンスストアやドラッグストアなどの小売店舗の数も非常に多く、利便性が高い地域である。

## 地理

### 位置
名東区は尾張丘陵の南西部に位置する。区の東南部にかけて大規模な里山も残っており、稀にイタチやタヌキなどが出没する事もある。
尾張丘陵は、濃尾平野の東側、瀬戸市から大府市にかけて広がり、標高は60-120 mと起伏の少ない緩やかな丘陵地帯で、湧水湿地が分布している。
新生代第三紀新第三紀鮮新世に、濃尾平野域の東縁に当たる猿投山地から知多半島一帯の隆起に伴い形成された。古木曽川が流れ込む東海湖と呼ばれる淡水湖に堆積していた砂層、泥層、砂礫層、亜炭層に覆われている。歴史的に東隣に位置する長久手市や日進市との繋がりが深く、名東区内から東部丘陵地帯への交通の便が整備されている事もあり、日常生活において休日などは長久手や日進まで行楽や買い物などのために出向く住民も少なくない。
最高地点は猪高緑地内の長久手市との境界にある親鸞山（111.6 m）である。区北部には矢田川、香流川が東から西へと流れ、植田川が区東部の猪高緑地近くの調整池（長久手市卯塚1丁目）を水源として中央部を経て南端へと流れている。かつては、区内には池が点在していた。
主に高針地区や猪高地区から長久手にかけては亜炭鉱が存在しており、明治時代から昭和20年代ごろまでは採掘が行われていた。

### 地形

#### 山岳
主な山
- 猪高緑地 親鸞山 111.6 m
- 明徳公園 からす山 72.6 m
- 牧野ヶ池緑地 64 m
- 平和公園（千種区）の周辺（北側約70 m - 南側約100 m）
- 東山公園（千種区）の周辺（北側約100 m - 南側約90 m）

※ 三角点の高さから抽出

#### 河川
主な河川
- 一級水系庄内川水系
  - 矢田川（やだがわ）：一級河川。瀬戸市の海上の森を水源とし、庄内川に合流。
  - 香流川（かなれがわ）：一級河川。長久手市岩作三ケ峯辺りを水源とし、矢田川に合流。
  - 藤ノ木川（ふじのきがわ）：準用河川。長久手市の杁ヶ池を水源とし、藤里町で香流川に合流。

- 二級水系天白川水系
  - 植田川（うえだがわ）：準用河川。猪高緑地付近の長湫南部調整池（長久手市卯塚）を水源とし、天白川に合流。
  - 前川（まえがわ）：準用河川。牧野池辺りを水源とし、植田川に合流。

#### 湖沼
主な池
- 牧野池（まきのいけ）
- 明徳池（めいとくいけ）
- 塚の杁池（つかのいりいけ）
- デッチョ池
- 新池(しんいけ)
- 上社調節池：洪水時、植田川の水を貯留する。名古屋市営地下鉄東山線 上社駅ターミナルビルの地下2階に設置されている。最大貯留量は約35,500 m3。平成11年に完成。

### 気候
気候としては、他の愛知県周辺地域と同様で四季もはっきりしている。冬期は関ヶ原から吹き下ろす伊吹おろしにより風が強い日が多いが、ある程度起伏がある地域の為、尾北地方ほどの強風は吹かない。

### 人口
| 名東区の人口の推移 \| 2000年（平成12年） \| 153,174人 \| \| \| 2005年（平成17年） \| 157,205人 \| \| \| 2010年（平成22年） \| 161,278人 \| \| \| 2015年（平成27年） \| 164,335人 \| \| \| 2020年（令和2年） \| 164,421人 \| \| |           |  |
| 総務省統計局 国勢調査より |           |  |
| 2000年（平成12年） | 153,174人 |  |
| 2005年（平成17年） | 157,205人 |  |
| 2010年（平成22年） | 161,278人 |  |
| 2015年（平成27年） | 164,335人 |  |
| 2020年（令和2年） | 164,421人 |  |

### 隣接自治体・行政区
名古屋市の行政区
- 千種区
- 守山区
- 天白区

他の市町村
- 日進市
- 長久手市

※ 本区とは隣接していないが、本区の藤里町と尾張旭市庄南町は最短で300 mほどしか離れていない（間に守山区四軒家を挟む）。

## 歴史

### 区名の由来
名東区は、1975年（昭和50年）に千種区から分区独立して誕生した。区の名称は、「名古屋市の東部に位置し、区内に東名高速道路名古屋ICを有し、名古屋の東玄関にふさわしい名称」ということから「名東区」と名付けられた。区のシンボルマークも、「め」の字を名古屋インターチェンジのイメージを盛り込んでデザインされている。

### 古代
名東区では縄文時代から弥生時代の遺跡が僅かに確認できる。松井町近辺からは鏃・石槍・石斧が大量に出土しており、高間町の瓶井遺跡からは甕棺が発見されている。古墳は猪子石古墳や高針古墳など小規模なものが確認されているが、近代以降の開発により失われた。古墳時代から鎌倉時代の初めにかけて一大窯業生産地（猿投窯）であったことが知られ、区内各地で古窯が発掘されている。
律令制下の名東区は尾張国山田郡に属していたと考えられるが、不明な点が多い。山田郡は16世紀前半までに春部郡と愛知郡に分属して消滅した。猪高町大字上社から隣接する長久手市にかけて「瓫五十戸」「尾治瓫」などと書かれた須恵器片が複数出土しており、7世紀後半の名東区東部は「瓫（ほとぎ）」という五十戸（里）に含まれていたらしい。また、名古屋市名東区高針原窯跡出土の須恵器片に「黒見田五十戸」とあり、7世紀後半の高針付近の植田川流域は「黒見田（くろみた）」という五十戸（里）に含まれていたらしい。しかし10世紀成立の『和名類聚抄』では山田郡内に「瓫」や「黒見田」という郷名は記載されていないため、奈良時代以降は主恵郷や石作郷など他の郷に統合されたものと推定される。

### 中世
古代から中世には、名東区には東大寺領の山田荘という荘園が散在していたとされ、山田荘は1213年（建保元年）には後鳥羽上皇に寄進されている。
室町期には名東区南部は「八事迫（やごとばさま）」と呼ばれる広大な国衙領の一部となっていたらしく、天文年間の『桜井文書』には八事迫内の地名として「高針」「社」「梅森」など後の地名に通じる郷名が列挙されている。
南北朝期には尾張は守護の土岐頼康が支配し、地方武士を被官化していた。南北朝統一後、越前守護斯波義重が尾張の守護を兼任することになり、斯波氏の尾張領支配が150年続くことになる。ただし実質的に管理していたのは守護代の織田氏であった。

### 近世
現在の名東区の大部分は、江戸期まで春日井郡猪子石原村、愛知郡猪子石村、藤森村、上社村、一色村、下社村、高針村であった。これらの村々は水野代官所の支配下にあった。
矢田川水系に属する北部と天白川水系に属する南部に分かれ、主要交通路の山口街道・中馬街道も北部の猪子石地区と南部の高針地区をそれぞれ東西に通っていて、南北をつなぐ交通路は近代まで貧弱であった。
ただし中馬街道は信濃と名古屋の物資交換を果たす上で重要な役割を担った。
また高針街道は名古屋から飯田の元善光寺に参詣する道の一つでもあった。
産業の中心は農業であり、米作りが主であった。
しかし起伏の激しさや乾燥した土地の多さのため農業用水が不足。そのため各地にため池が150箇所も作られた。
その中で区内最大なのが大代官勝野太郎左衛門良政の指揮で作られた牧野池である。
すり鉢状の地形を利用し、長さ240 m、高さ9 mの堤防は村の男が、導水用の堤は女がと、村を上げての大工事で正保三年（1646年）春に完成した。
1810年頃の人口は以下の通り。
| 高針   | 960 |
| 上社   | 497 |
| 下社   | 347 |
| 一色   | 220 |
| 猪子石 | 922 |
| 藤森   | 453 |

### 近代
明治期に入っても名東区の主産業は農業であり主な産物は米・麦であったが、第二次大戦までは養蚕も盛んに行われていた。
最盛期の大正初期で30貫ほどの収量があったといわれる。しかし、戦争の影響による食糧増産や化学繊維の増加により養蚕業は衰退した。
葉タバコの生産も盛んで、ほとんどの家で一反歩ほど栽培されていた。しかし葉タバコ栽培と養蚕の両立は難しく、タバコが政府の専売となって煩雑な手続きが増えたのを機会に、明治末期にはほとんど栽培されなくなった。
また、高針地域で亜炭が産出し、その炭質は優秀と言われ、鉱山局に重要鉱山として指定されたほどだった。高針から名古屋へ向かう街道は亜炭を運搬する荷馬車が行列し、「黒街道」と呼ばれた。
明治30年塀和孝三郎が採掘を始めてから毎年出炭量が増加、最盛期には年産3万トンを記録したが、エネルギー革命の波に押され昭和20年代で採掘は終わった。
現在では農地は少なくなり、多くは住宅地として整備されたが、元々地形的には緩やかな傾斜地帯が多く、かつての里山は猪高緑地や牧野ヶ池緑地などの大規模な緑地公園として形を保持している。
- 1878年（明治11年）：一色村と下社村が合併し一社村となる。
- 1889年（明治22年）12月：藤森村、猪子石村、東春日井郡猪子石原村が合併し猪子石村に、上社村、一社村、高針村が合併して高社村となる。
- 1906年（明治39年）5月10日：猪子石村と高社村が合併し猪高村となる。村役場は上社の観音寺西堂を借用。

- 1914年（大正3年）：村役場が上社字丁田に作られる。

### 近現代

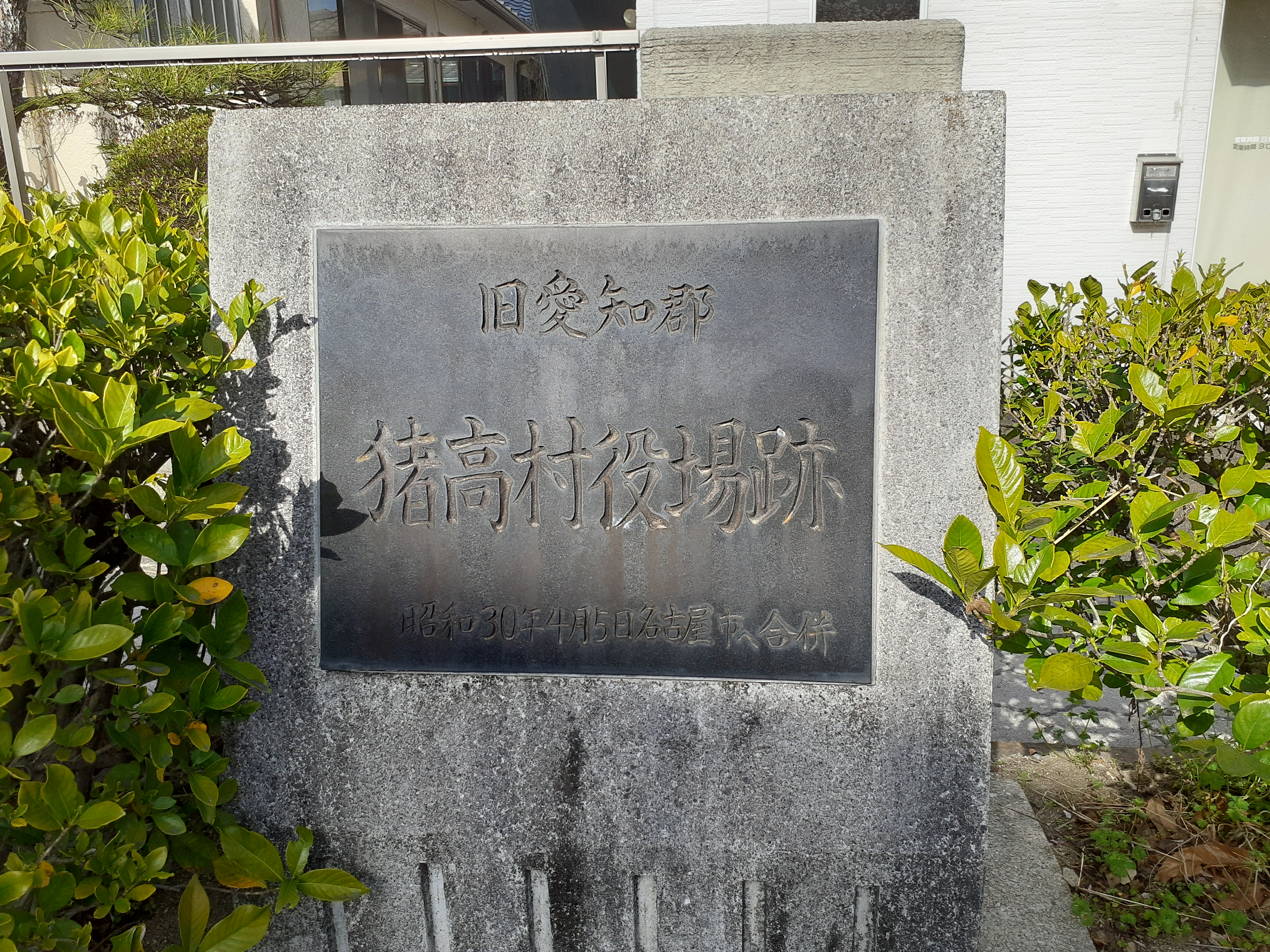
猪高小学校東門の前にある猪高村役場が存在したことを示す石碑

- 1940年（昭和15年）：隣接の天白村（現・天白区）や西枇杷島町（現・清須市）と連合して「合併促進同盟会」を結成し、合併促進要望書を名古屋市に提出するも名古屋市議会にて時期尚早と見送られる。

- 1953年（昭和28年）10月：町村合併促進法が施行され、これを機に合併促進委員会を設けて村民に世論調査を行い、全住民の賛成を背景に1954年（昭和29年）10月30日に村議会にて満場一致で合併議決する。

名古屋市でも臨時市議会にて合併を議決し、続いて愛知県議会においても承認の決議がされる。
- 1955年（昭和30年）4月5日：愛知郡猪高村が名古屋市千種区に編入
- 1975年（昭和50年）2月1日：千種区猪高町（旧猪高村。ただし当時の宮根学区は地元の希望で千種区に残留）、昭和区の一部（梅森坂学区）が名東区として分区独立。

千種区猪高町の時代より人口増加は顕著であったが、名古屋市編入後、1969年には区の中心を横断する形で名古屋市営地下鉄東山線が開通し、1990年代頃から交通の要衝である上社ジャンクションの建設が進行した事で南北への移動も便利な土地柄となり、特に物流業を中心に事業所を開設する企業も出現、区内に営業拠点を置く企業も存在する。
区の東部には東名高速道路名古屋インターチェンジがあり、名古屋の東の玄関口となっている。名古屋第二環状自動車道が開通した際に上社南インターチェンジが新規開設され、高架下を走る環状普通自動車道二号線と共に、知多半島方面及び東海市や大府市など南部湾岸地域への交通アクセスが飛躍的に向上し、国道1号などの主要国道への所要時間も短縮された。これらの影響もあり、名東区はベッドタウンとして大きく発展した。
住宅街としては、名古屋市営地下鉄一社駅や上社駅を中心として宅地開発が進み、区の人口も爆発的に増加した1980年代には、区内に公立小学校も新規開校が相次いだ。
学齢期の子供を持つ子育て世代の増加に伴い、学習塾などの需要も増大し、地域的な特徴として個人経営の塾は少ない反面、首都圏や関西圏から大規模展開している有名学習塾が多く、主に一社駅や藤が丘駅周辺に大手学習塾が多数立地する地区もある。
区内における全体的な治安は良好で、千種区などと比べると緑地公園が圧倒的に多いにもかかわらず、高速道や一般国道などの交通インフラは高度に整備されている為、特に子育て世代に高い人気がある。
公的機関として、上社地区北部に区域を管轄する名東警察署が所在する他、丁田町交差点付近には国土交通省の管理する中部地方整備局名古屋国道事務所がある。
名東区が成立する際に前述の宮根学区が千種区に残留した一方、かつては昭和区の一部であった「梅森坂学区」（牧野池周辺地区）新たに編入され、名東区として分区独立した。そのため、旧猪高町領域と名東区の区域が完全に一致しているわけではなく、北端の宮根学区の千種区残留と同時に南端である梅森坂学区が昭和区から離脱して新たに加わった事により、今よりも北に位置していた旧猪高町の領域が全体的に南方向へ移動した領域となり、名東区となっている。広大な緑地を持つ梅森坂地区の編入により、面積の上からも旧猪高町より少し広くなっており、内水面も国際的には小規模な湖に分類できる程の規模を持つ牧野池が新たに加わった事により、区域全体に対する水面積率が大幅に上昇している。名東区成立後は、天白区の植田地区との間で、区画整理の道路に合わせた軽微な境界変更が行われている。
かつては名古屋市営地下鉄藤が丘駅が終着駅であった為、その先の長久手市や日進市など名東区以東の都市や西三河地方に向かうには自動車が主な移動手段となっていたが、2005年に隣接する長久手町（現・長久手市）から愛知万博へのアクセス路線として、藤が丘駅から八草駅を結ぶ愛知高速交通東部丘陵線（リニモ）が開通した。これにより、愛知環状鉄道の駅でもある八草駅に鉄路により接続され、愛知環状鉄道経由でJR中央本線高蔵寺駅や名鉄豊田線豊田市駅などに移動する事が可能となり、公共交通機関の選択肢が増え、JR東海や名古屋鉄道の主要幹線路線と接続された。
名東区内から長久手市、豊田市西部にかけては、2005年に周辺地域で開催され成功裏に幕を閉じた愛知万博に出展されていた各国パビリオンの建築材を再利用したレストランやオブジェなどが点在している。

## 政治

### 行政

#### 役所
名東区役所
2006年（平成18年）4月1日現在
- 総務課
庶務係、統計選挙係
- 区民福祉部
  - 民生子ども課
民生子ども係、主査（子ども家庭支援）、保護係
  - 福祉課
福祉係、主査（障害）、介護保険係
  - 保険年金課
管理係、保険係

- 区民生活部
  - まちづくり推進室
まちづくり推進係、主査（生涯学習）、主幹・主査（安心・安全で快適なまちづくりの企画）
  - 主幹（安心・安全で快適なまちづくりの推進）
  - 生涯学習センター
事業係
  - 市民課
管理係、窓口係
  - 税務課
税務会計係、市民税係、土地係、家屋係
  - 納税課
納税係、収納係

- 名東保健センター（上社二丁目50番地）
次長
  - 企画調査係、主査（保健情報）
  - 生活環境課
主査（環境衛生）、主査（食品獣疫）、主査（公害対策）
  - 保健予防課
保健感染症係、主査（医務）、主査（成人保健）、主査（保健看護）
  - 主幹（医務）
- 名東生涯学習センター（社が丘3丁目802番地）

行政機関
- 名古屋市緑政土木局 名東土木事務所（上社五丁目1101番地）
- 名古屋市上下水道局 名東営業所（貴船一丁目48番地）
- 名古屋市環境局 名東環境事業所（藤里町101番地）

## 出先機関・施設

### 国家機関

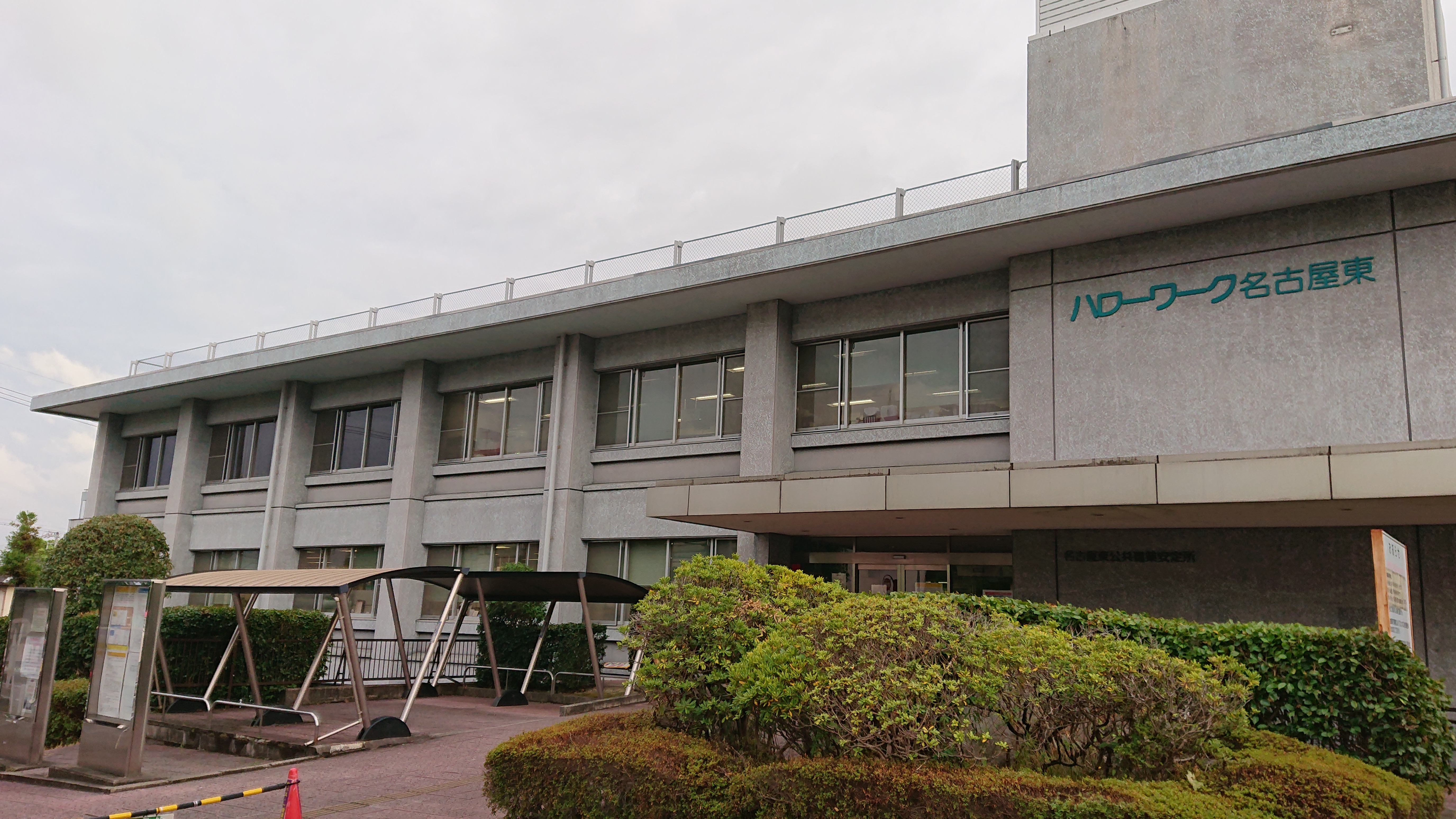
ハローワーク名古屋東

#### 厚生労働省
- 愛知労働局 名古屋東公共職業安定所（ハローワーク名古屋東）（平和が丘一丁目2番地）
  - 管轄区域：名古屋市(東区・千種区・昭和区・名東区・天白区)、日進市、長久手市、愛知郡東郷町

#### 国土交通省
- 中部地方整備局名古屋国道事務所名古屋国道維持第四出張所（社口2-201-1）[4]

#### 法務省
- 名古屋法務局 名東出張所（社が丘4丁目201番地）

### 施設

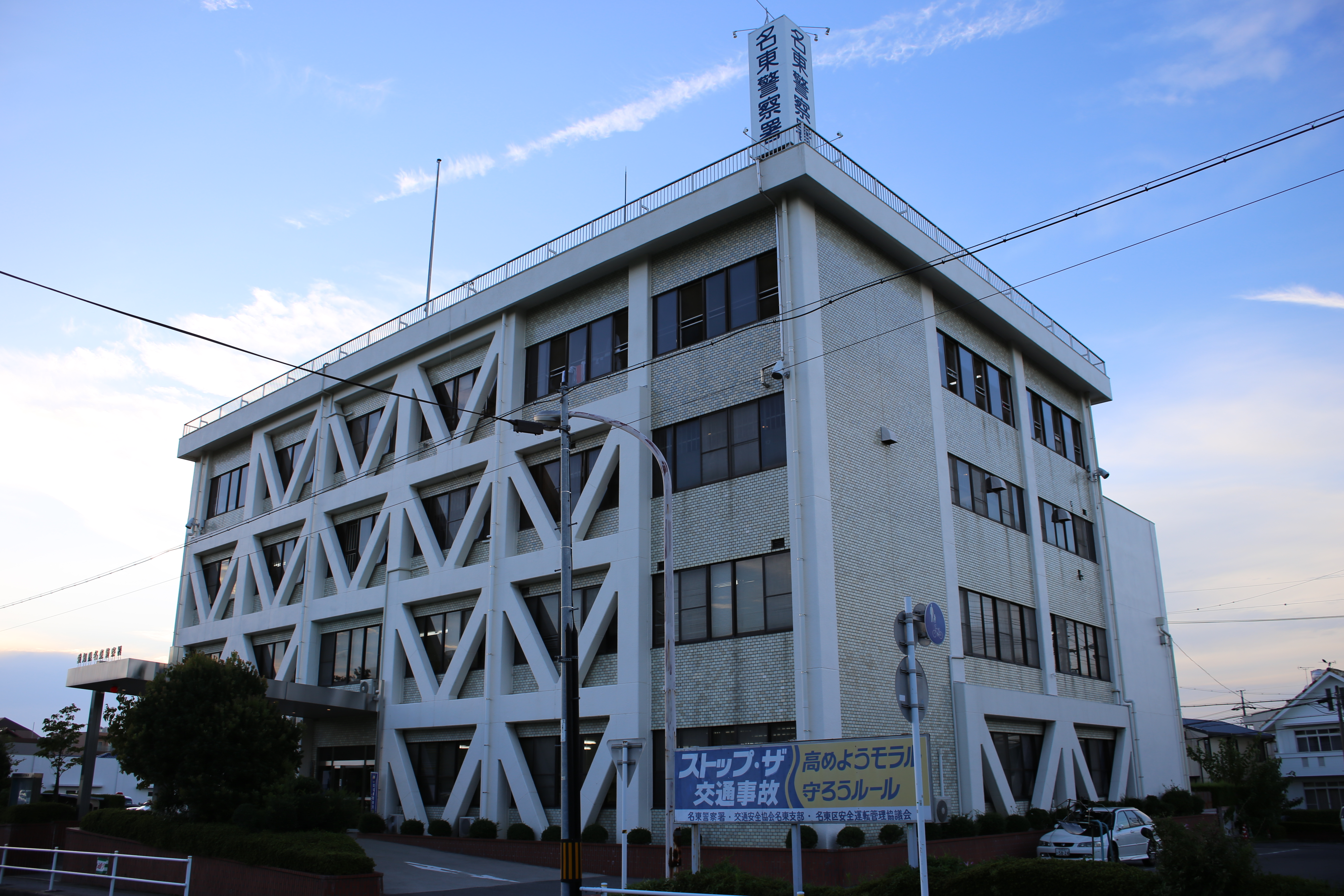
名東警察署

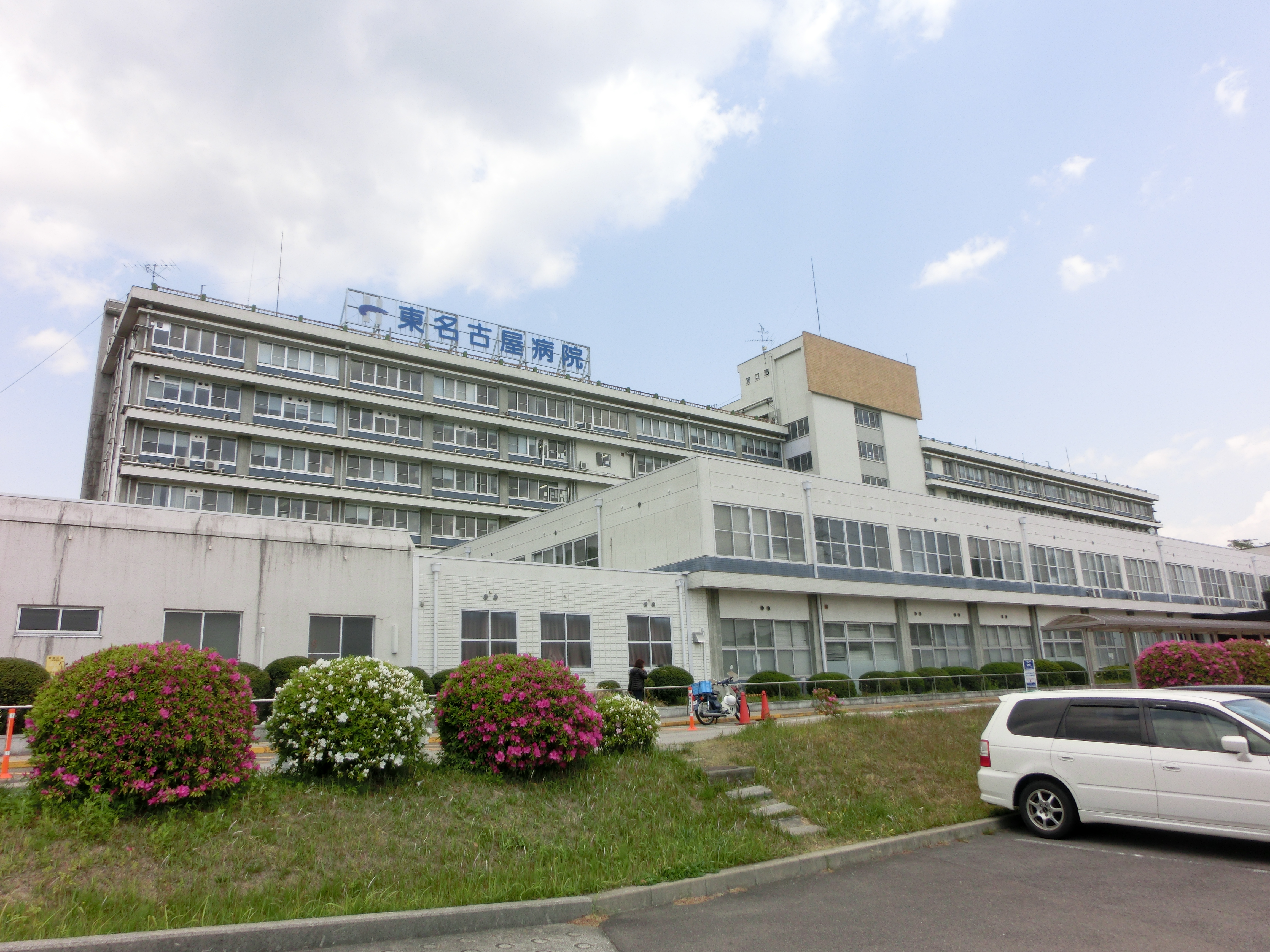
東名古屋病院

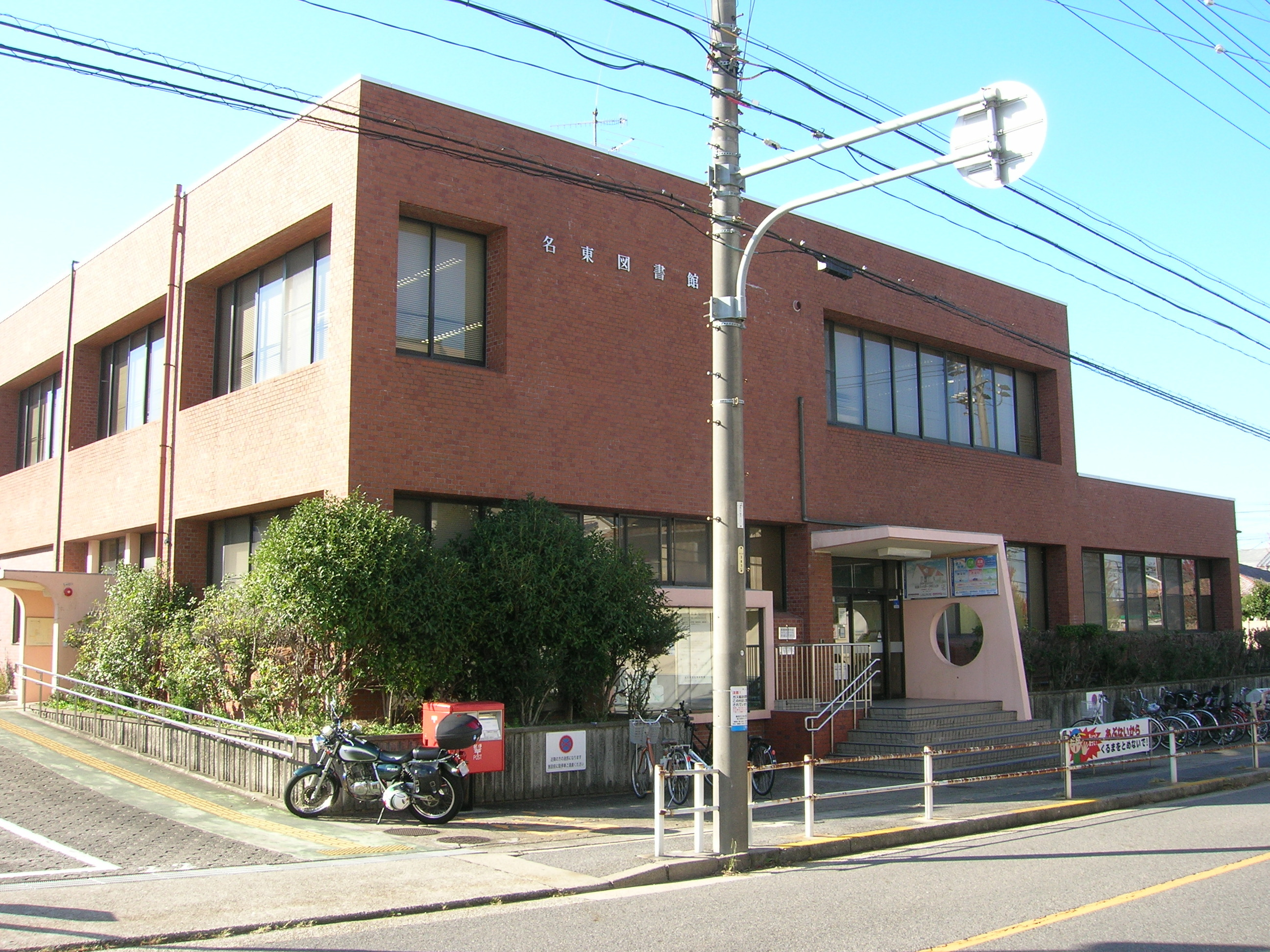
名東図書館

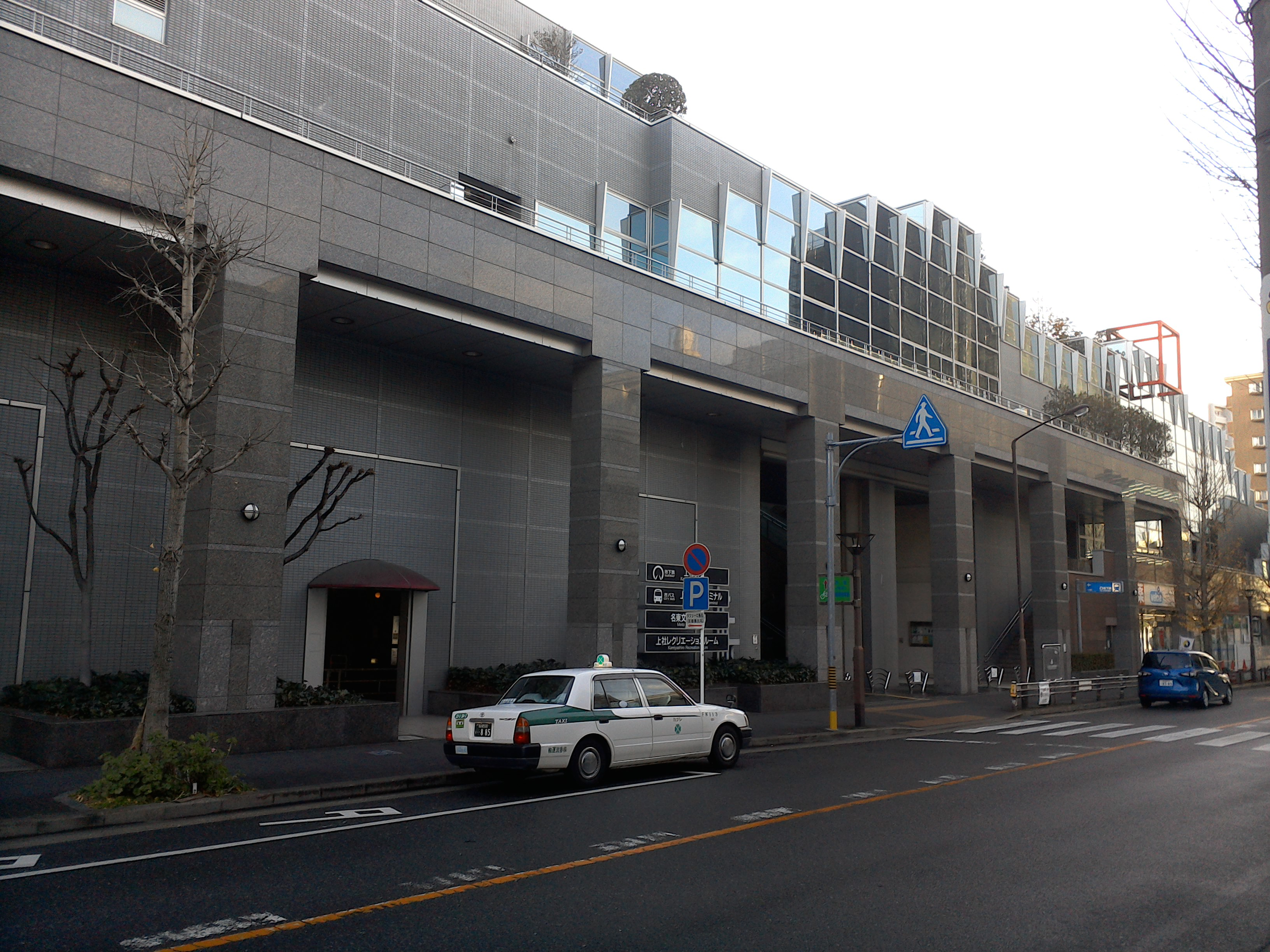
名東文化小劇場（上社ターミナルビル）

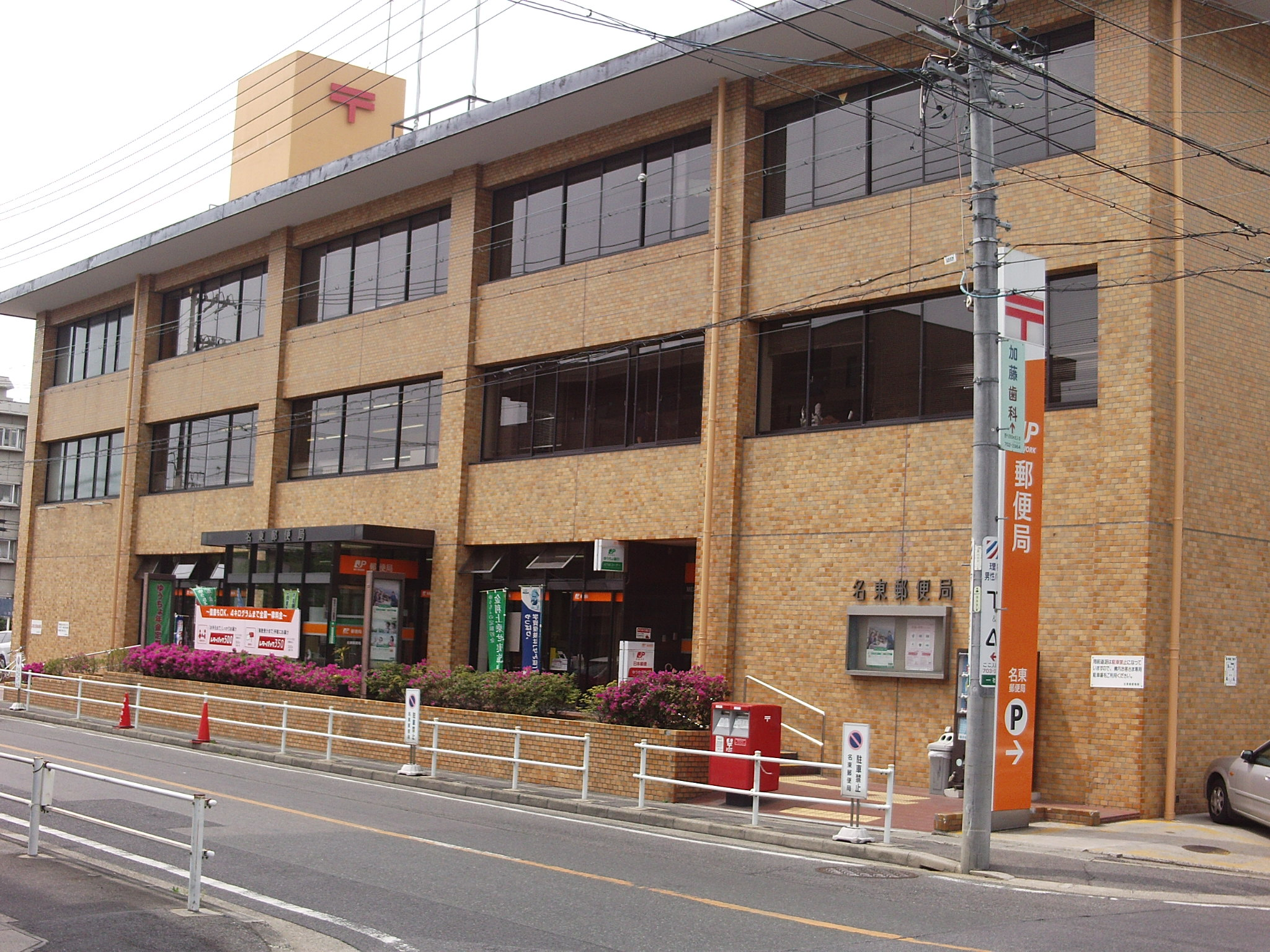
名東郵便局

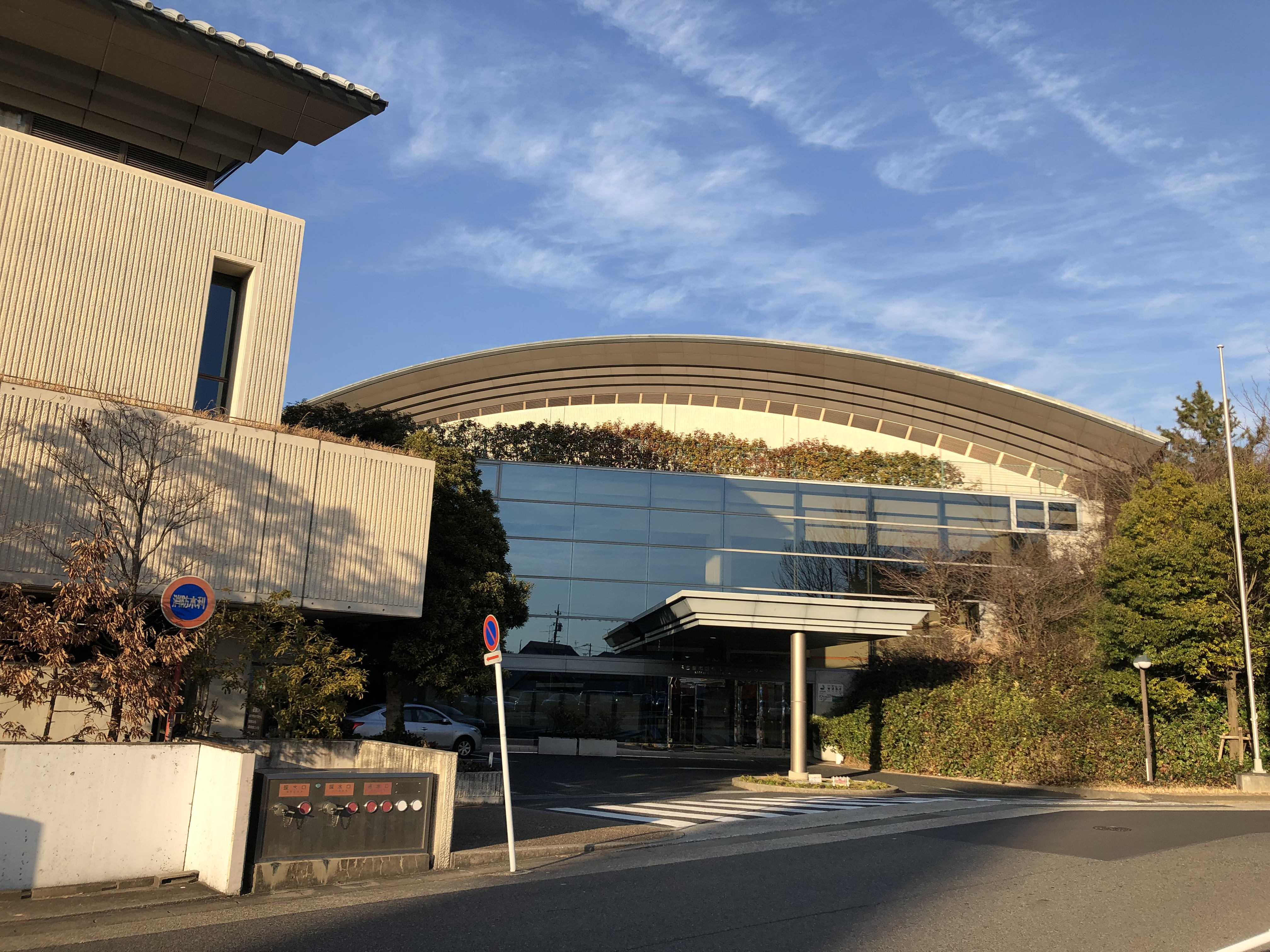
名東スポーツセンター

#### 警察
- 愛知県名東警察署（猪高台二丁目1009番地）
  - 猪子石交番（香坂1104番地）
  - 藤が丘交番（藤が丘162番地）
  - 高針交番（高針四丁目909番地）
  - 牧の原交番（牧の原三丁目305番地）
  - 西山交番（西山本通一丁目31番地）
  - 一社交番（一社三丁目3番地）
  - 蓬来交番（八前二丁目1406番地）
- 愛知県警察高速道路交通警察隊本隊・名古屋東分駐隊（姫若町57番地）[5]

#### 消防
消防署
- 名古屋市名東消防署（野間町40番地）

出張所
- 星ヶ丘出張所（名東本町162番地）
- 猪子石出張所（香流一丁目1112番地）
- 豊が丘出張所（豊が丘802番地）

#### 医療・福祉
主な病院
- 名東区休日診療所（丁田町35番地）
- 国立病院機構東名古屋病院（梅森坂五丁目101番地）
- 名古屋市厚生院（勢子坊二丁目1501番地）- 特別養護老人ホーム、救護施設、附属病院をもつ複合施設。

主な福祉施設
- 名東児童館（亀の井二丁目201番地）
- 名東福祉会館（亀の井二丁目201番地）- 老人福祉センター
- 若松寮（山香町321番地）- 児童養護施設
- 社会福祉法人 名古屋市名東区社会福祉協議会（一社二丁目30番地 東名グランドビル6F）
- 名古屋市高年大学鯱城学園 楽陶館（社が丘三丁目1206番地） － 陶芸学科の実習施設
- 名古屋市高年大学鯱城学園 附属実習農園（勢子坊四丁目405・409番地） － 園芸学科の実習施設
- 一社メディカルステーションビル（一社駅北口に隣接し、複数の診察科及び調剤薬局が入居する総合医療ビル）

#### 郵便局
- 本区を担当する集配郵便局は名東郵便局である。
  - 区内の郵便番号は〒465-00**[6]。

主な郵便局
- 名東郵便局

#### 文化施設
図書館
- 名古屋市名東図書館（文教台二丁目205番地）

劇場
- うりんこ劇場
- 名東文化小劇場（上社一丁目802番地 上社ターミナルビル3階）

#### 運動施設
- 名東スポーツセンター（猪高町大字高針字勢子坊307番地の12） － 競技場、軽運動室、トレーニングジム、温水プールを備える。1997年10月7日に開館。
- 上社レクリエーションルーム（上社一丁目802番地 上社ターミナルビル3階） － 軽運動室、会議室を備える。1998年6月16日に開館。
- 名古屋市障害者スポーツセンター（勢子坊二丁目1501番地） － 体育室、卓球室、トレーニングジム、温水プール、料理実習室、会議室を備える。1981年に開館。

## 経済

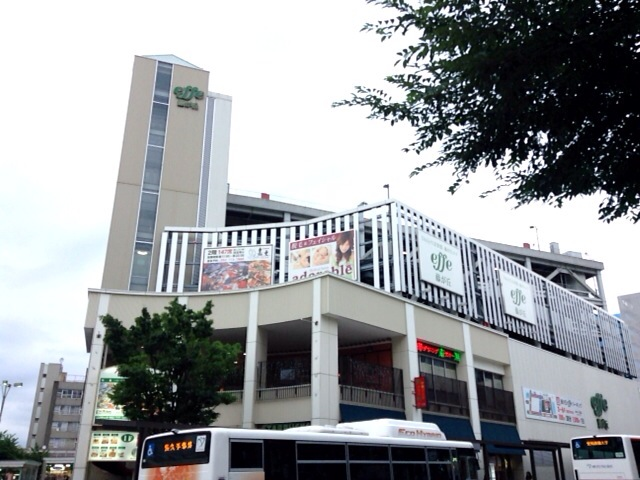
藤が丘effe

### 第二次産業

#### 工場
主な工場
- 名古屋市交通局藤が丘工場 - 名古屋市交通局の車両工場（車両基地）である。名古屋市営地下鉄東山線の車両基地であり、終点藤が丘駅のさらに先にある。

### 第三次産業

#### 商業
主な商業施設
- アオキスーパー名東よもぎ台店
- アミカ高針店
- イオングループ
  - イオン 
    - 名古屋東店
    - メイトピア店
    - イオンスタイル高針原

  - マックスバリュ
    - 一社店
    - 香流店
    - 藤が丘店

- フィールクオリテ 上社店、平和公園店、高針店
- カネスエ
  - 旬楽膳 地アミ店
  - フェルナ 富が丘店

- ケーズデンキ一社店、極楽店
- 西友高針店（1982年（昭和57年）10月29日開店）
- タチヤ高針店
- DCM
  - 香流店
  - 名古屋高間店

- エディオン 高針原店
- ナフコ不二屋引山店
- バロー一社店
- 藤が丘effe
- フランテ極楽店
- マツヤデンキ 猪子石店
- 業務スーパー　名東極楽店
- ハードオフ　高針店

当区域から徒歩圏内に、以下の店舗が存在する。
- アオキスーパー 千代が丘店（千種区）
- 星ヶ丘三越（同上）
- 星が丘テラス（同上）
- ヤマダデンキ 家電住まいる館YAMADA星ヶ丘店（同上）
- MEGAドン・キホーテ 千種香流店（同上）
- ASTY（同上）
  - ヤマナカ アスティ店
  - あかのれん アスティ店
- ケーズデンキ 千種竹越店（同上）
- フィールRISE やき山店（天白区）
- MiO香久山
  - MEGAドン・キホーテUNY 香久山店（日進市）
- 清水屋 藤ヶ丘店（守山区）
- マックスバリュ 
  - 森孝東店
  - 長久手店（長久手市）
- 平和堂長久手店（同上）

### 本社を置く企業
上場企業
- ヴィレッジヴァンガードコーポレーション
- ジャパンクラフトホールディングス
- シンポ
- 日本空調サービス
- ブロンコビリー

その他の主な企業
- エムリット
- ギガス
- KTCホールディングス
- コスモスベリーズ
- ゼンノリタケ
- 中央出版
- 中日ジューク
- テイクワン
- トーヨーキッチンスタイル
- 豊通ファシリティーズ
- 日本ぱちんこ部品
- 藤久
- ホワイトハウス
- マリノ
- 明倫ゼミナール
- メガコスモ
- ライズピクチャーズ

## 情報・生活

### ライフライン

#### 電力
- 本区を担当する中部電力パワーグリッドの営業所は、尾張旭市の旭名東営業所である[8]。

#### ガス
- 東邦ガス

#### 上下水道
- 名古屋市上下水道局

#### 電信
- NTT西日本 名古屋支店

## 教育

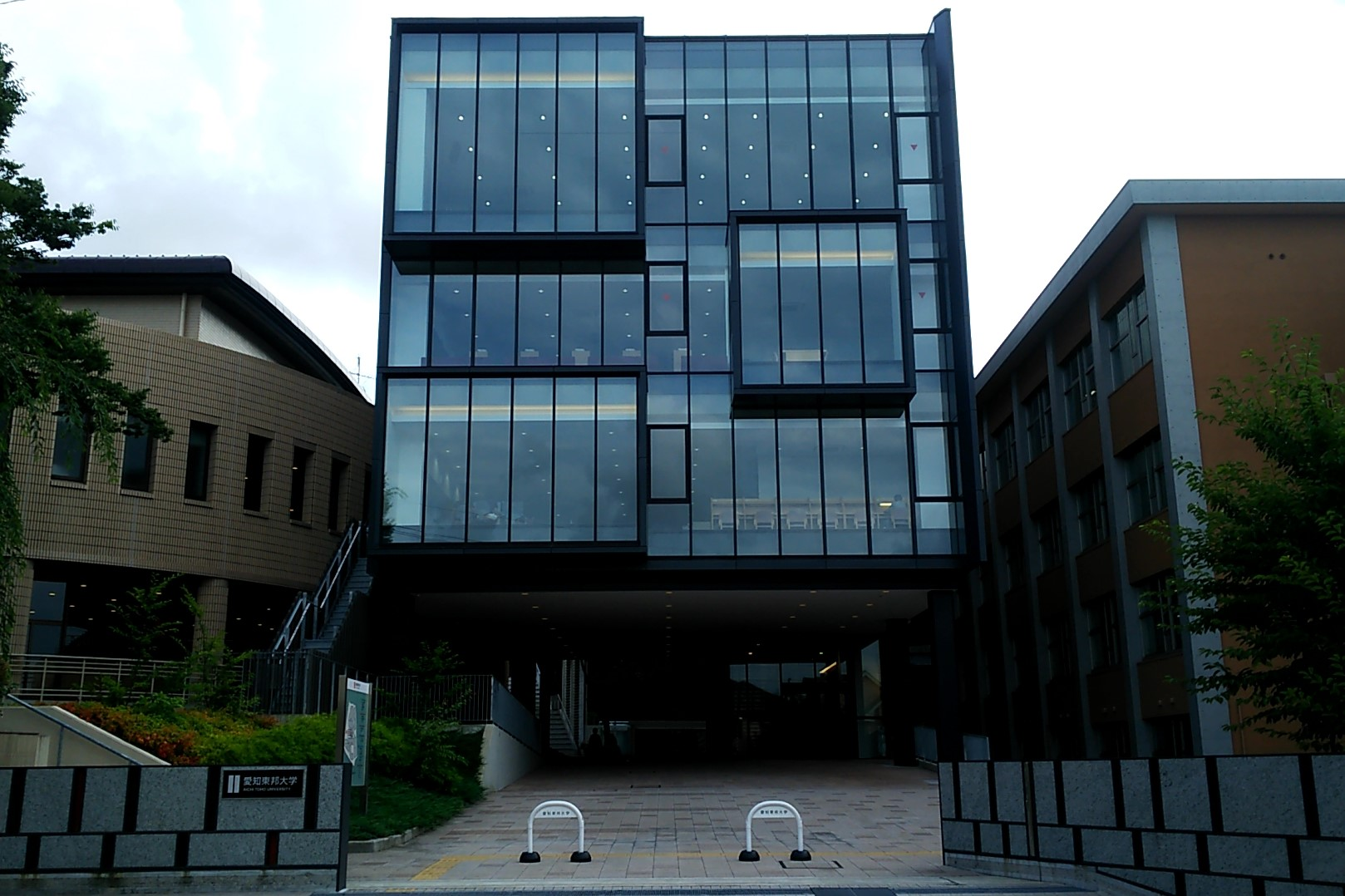
愛知東邦大学

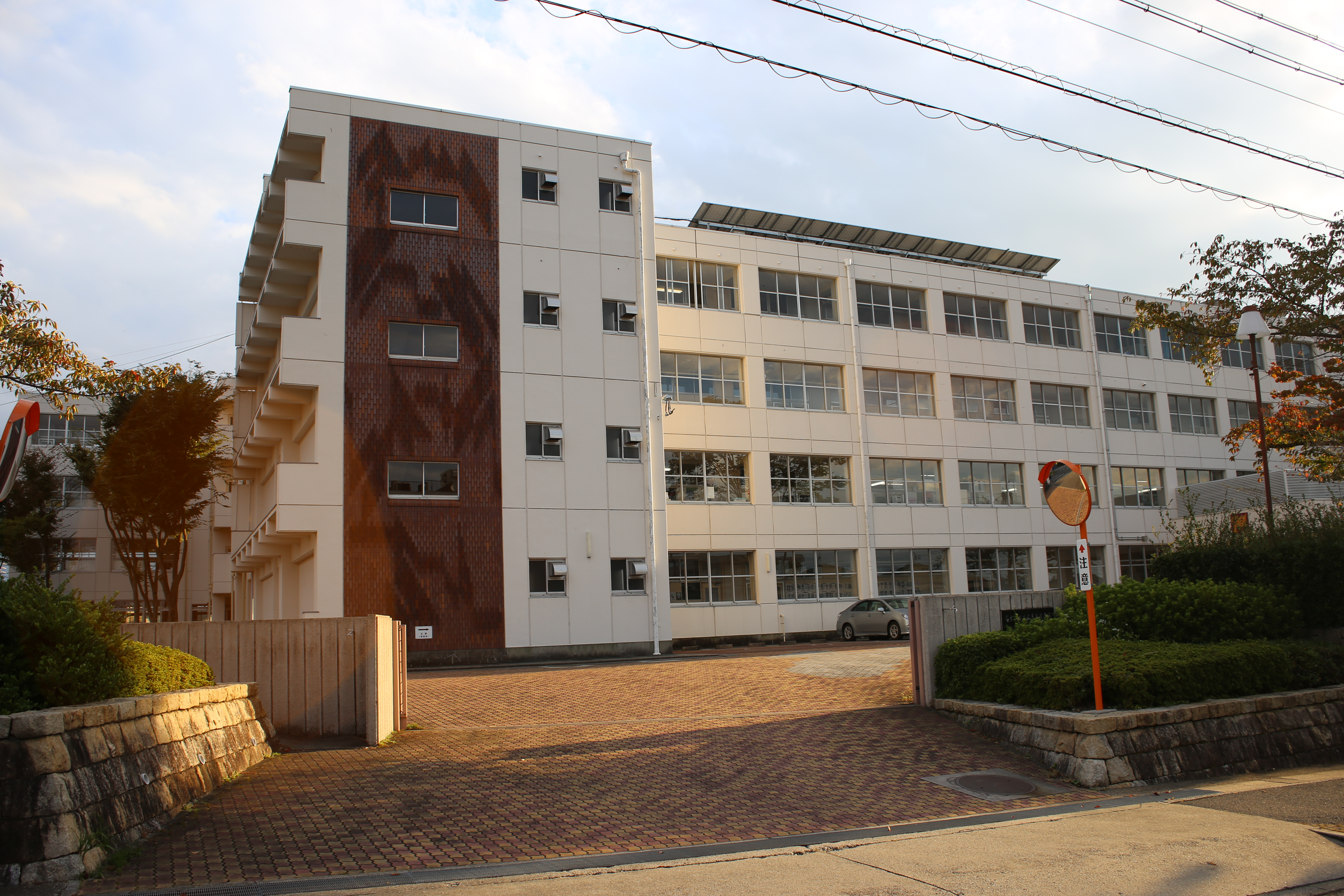
名古屋市立名東高等学校

### 大学
私立
- 東邦学園 愛知東邦大学（1965年（昭和40年）1月開校）
  - ※椙山女学園大学の敷地の一部は、当区のにじが丘にかかる。

### 専修学校
私立
- セムイ学園 東海歯科医療専門学校（1976年（昭和51年）開校）

### 高等学校
県立
- 愛知県立千種高等学校（1963年（昭和38年）4月開校）

市立
- 名古屋市立名東高等学校（1984年（昭和59年）4月開校）

私立
- 東邦学園 東邦高等学校（1971年（昭和46年）3月移転）

### 中学校
沿革
- 1942年（昭和22年）4月：愛知郡猪高村立猪高中学校開校（現猪高中学校。学区は猪高村のほぼ全域）
- 1962年（昭和37年）4月：神丘中学校開校（城山中学校から独立）
- 1974年（昭和49年）4月：高針台中学校開校（神丘中学校から独立）
- 1977年（昭和52年）4月：猪子石中学校開校（猪高中学校から独立。千種区に所在）
- 1980年（昭和55年）4月：藤森中学校開校（猪高中学校から独立）
- 1984年（昭和59年）4月：牧の池中学校開校（高針台中学校から独立）
- 1985年（昭和60年）4月：上社中学校開校（猪高中学校から独立）
- 1986年（昭和61年）4月：香流中学校開校（猪高中学校・猪子石中学校から独立）

現在の中学校の一覧
- 名古屋市立猪高中学校
- 名古屋市立神丘中学校
- 名古屋市立高針台中学校
- 名古屋市立猪子石中学校
- 名古屋市立藤森中学校
- 名古屋市立牧の池中学校
- 名古屋市立上社中学校
- 名古屋市立香流中学校

※ 猪子石中学校は千種区の宮根小学校区に所在するが、宮根小学校区の生徒は特別の許可がある場合を除いて猪子石中学校に通学できない。

### 小学校
1872年（明治5年）の学制の公布により、それまでの寺子屋にかわって、高針村東勝寺太鼓堂に「啓迪（けいてき）学校」が開かれた。開校は1873年（明治6年）10月30日。高針村、上社村、一色村、下社村から子ども達が通った。
この啓迪学校が現在の名東区の各小学校の前身となった。
沿革
- 1873年（明治6年）9月：香流学校を月心寺に開校
- 1873年（明治6年）10月30日：啓迪学校を東勝寺に開校
- 1873年（明治10年）：第2大学区第2中学区第6番高針学校と改称
- 1879年（明治12年）：第51番小学校高針学校と改称
- 1886年（明治19年）：尋常小学高針学校と改称
- 1888年（明治21年）：一社学校と改称、北島に移転
- 1891年（明治24年）：高社村立高針尋常小学校と改称
- 1892年（明治25年）：香流尋常小学校と改称
- 1901年（明治34年）：香流学校に高等科併置し香流尋常高等学校と改称
- 1907年（明治40年）1月：高針尋常小学校と一社尋常小学校が合併し猪高尋常小学校となる
- 1912年（明治45年）2月1日：猪高村立猪高尋常高等小学校開校（猪高尋常小学校・香流尋常高等小学校は廃校される）
- 1918年（大正7年）11月：猪高村立猪高尋常小学校南部分教場開校（現在の高針小学校）
- 1919年（大正8年）2月：猪高村立猪高尋常小学校北部分教場開校（現在の香流小学校）
- 1941年（昭和16年）：国民学校令により、愛知郡猪高村立猪高国民学校と改称
- 1947年（昭和22年）：学校教育法により、愛知郡猪高村立猪高小学校と改称
- 1961年（昭和36年）4月：西山小学校開校
- 1962年（昭和37年）4月：高針小学校開校（猪高小学校南部分校が独立）
- 1973年（昭和48年）4月：藤が丘小学校開校（猪高小学校から分離独立）、名東小学校開校（西山小学校から分離独立）、猪子石小学校開校（香流小学校から分離独立）、梅森坂小学校開校（植田小学校から分離独立）
- 1975年（昭和50年）4月：蓬来小学校開校（香流小学校から分離独立）
- 1978年（昭和53年）4月：本郷小学校開校（猪高小学校から分離独立）
- 1979年（昭和54年）4月：貴船小学校開校（高針小学校北分校が独立）
- 1980年（昭和55年）4月：上社小学校開校（猪高小学校から分離独立）、極楽小学校開校（高針小学校東分校が独立）、豊が丘小学校開校（藤が丘小学校から独立）、平和が丘小学校（蓬莱小学校から分離独立）、引山小学校開校（猪子石小学校から分離独立）
- 1982年（昭和57年）4月：前山小学校開校（高針小学校南分校が独立）
- 1987年（昭和62年）4月：牧の原小学校開校（前山小学校から分離独立）
- 1988年（昭和63年）4月：北一社小学校開校（猪高小学校から分離独立）

現在の小学校の一覧
- 名古屋市立猪高小学校（丁田町32番地）
- 名古屋市立藤が丘小学校（藤が丘54番地）
- 名古屋市立香流小学校 （香流二丁目1201番地）
- 名古屋市立猪子石小学校（猪子石二丁目1201番地）
- 名古屋市立高針小学校（高針二丁目1103番地）
- 名古屋市立西山小学校（西山本通2丁目35番地）※全国でも屈指のマンモス小学校（2019年度の生徒数が1,351人）
- 名古屋市立名東小学校（亀の井三丁目134番地）
- 名古屋市立梅森坂小学校（梅森坂四丁目201番地）
- 名古屋市立蓬来小学校（よもぎ台一丁目501番地）
- 名古屋市立本郷小学校（本郷一丁目237番地）
- 名古屋市立貴船小学校（貴船三丁目2301番地）
- 名古屋市立上社小学校（上社五丁目1002）
- 名古屋市立豊が丘小学校（豊が丘1501番地）
- 名古屋市立引山小学校（引山一丁目1105番地）
- 名古屋市立極楽小学校（高針台三丁目901番地）
- 名古屋市立平和が丘小学校（平和が丘一丁目1番地）
- 名古屋市立前山小学校（牧の里二丁目1501番地）
- 名古屋市立北一社小学校（上菅一丁目101番地）
- 名古屋市立牧の原小学校（牧の原三丁目401番地）

### その他の教育施設
自動車学校
- 東山自動車学校

その他
- 東海技術センター

### 学会
- 全国歯科技工士学校協会

## 交通

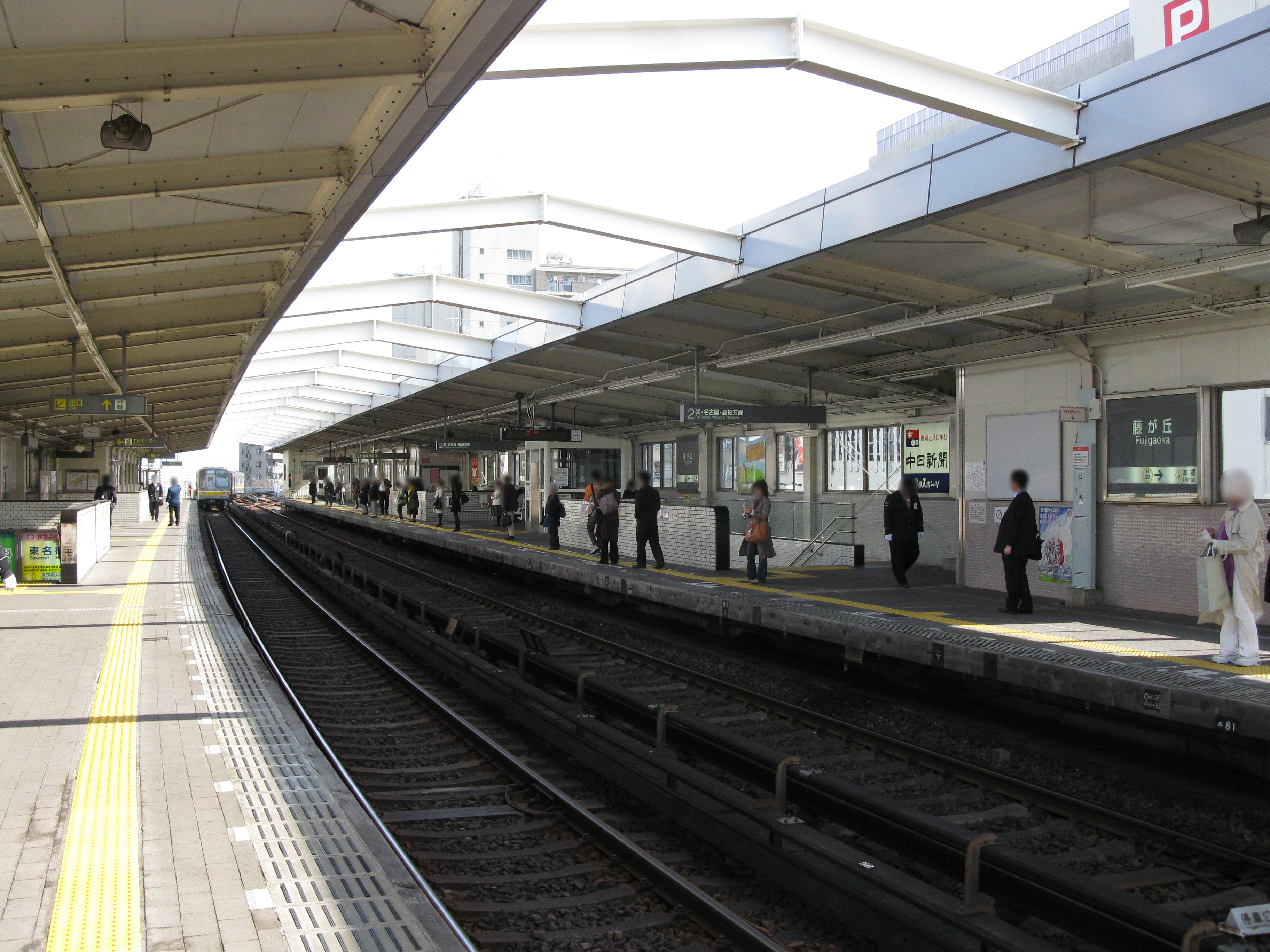
藤が丘駅

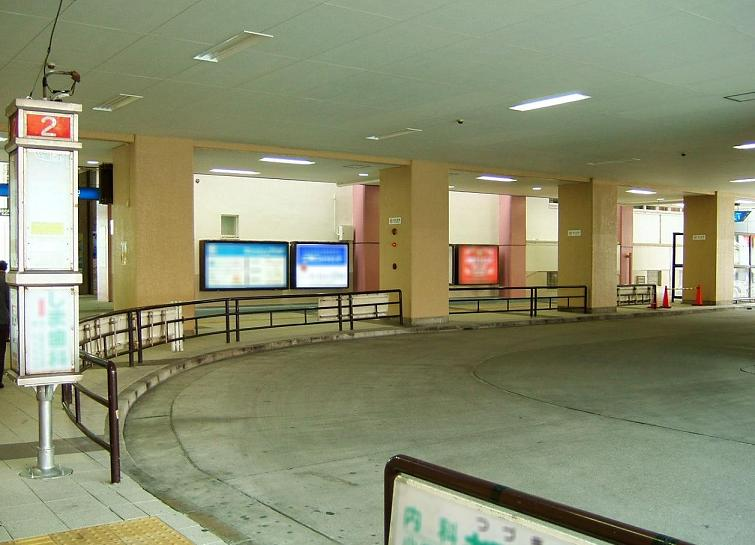
藤が丘バスターミナル

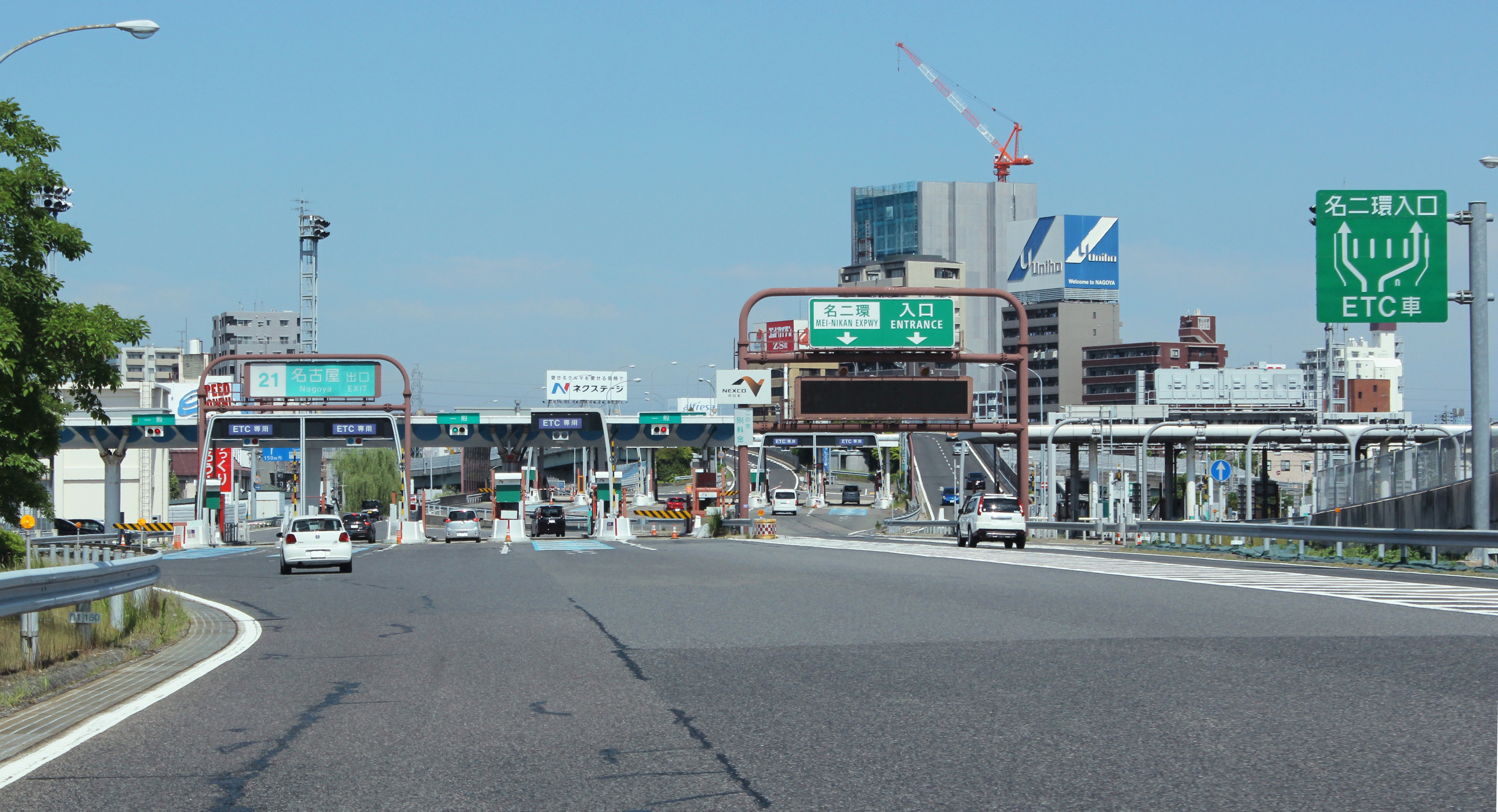
名古屋IC

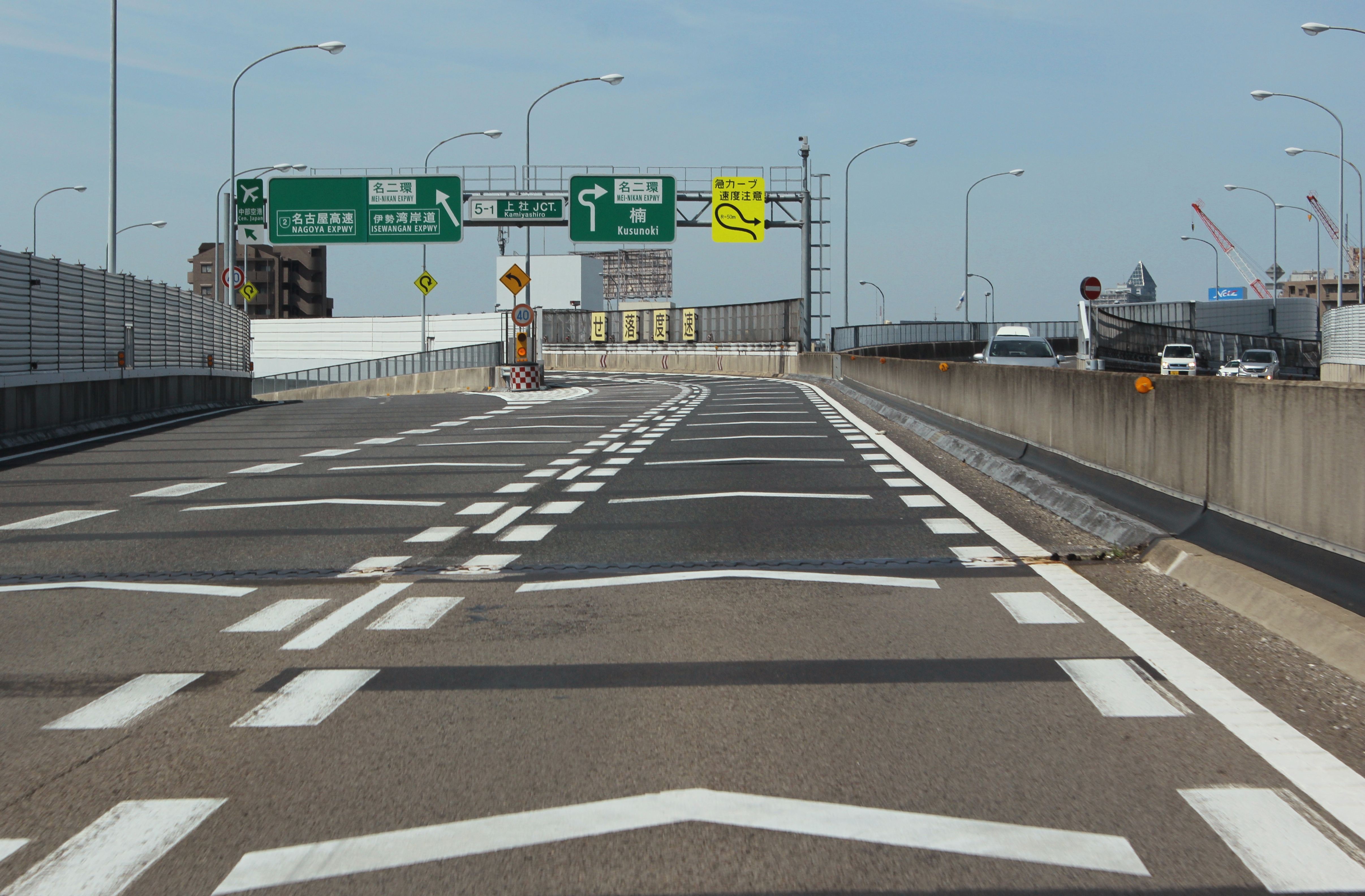
上社JCT

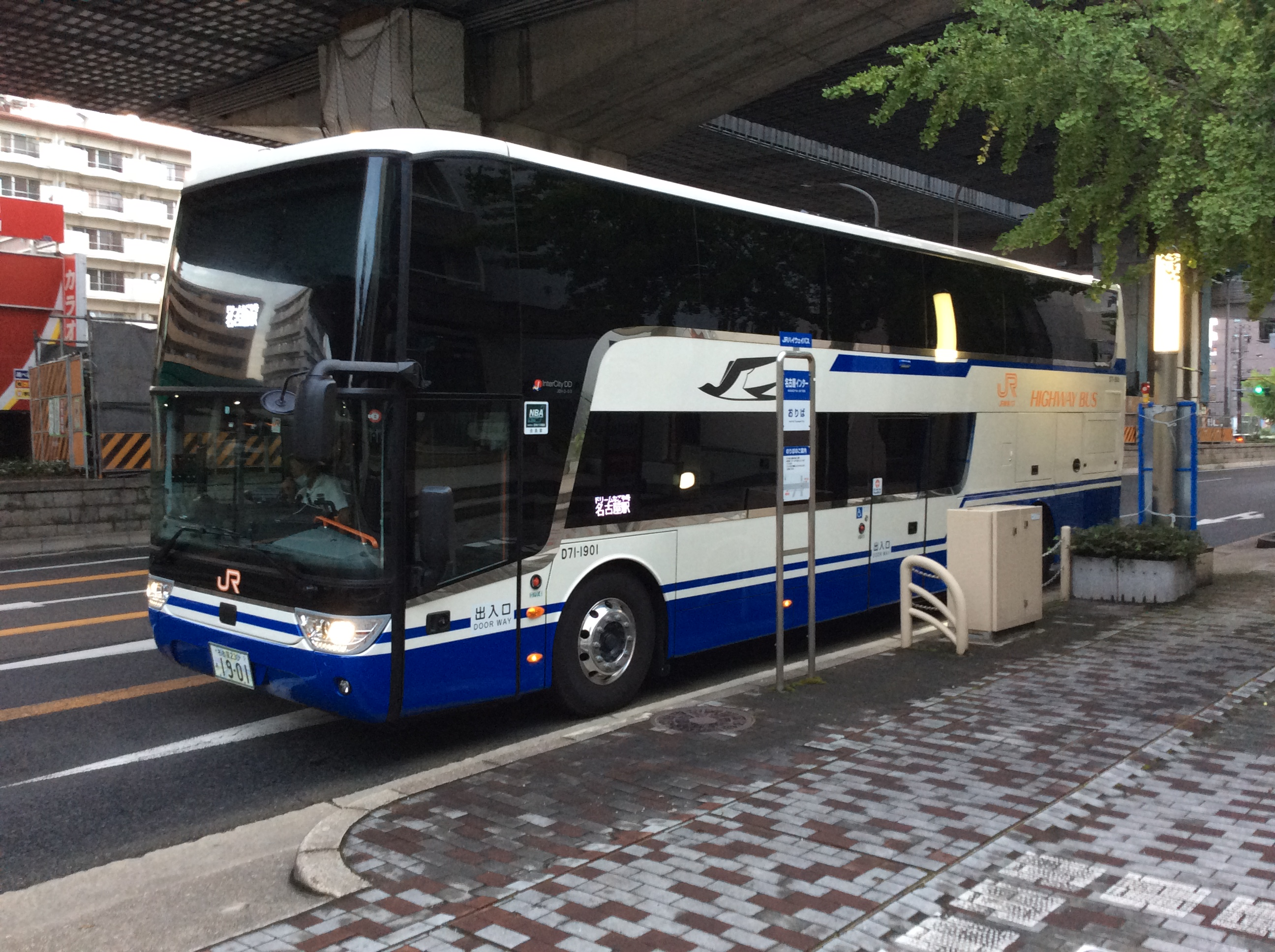
名古屋インターバス停（降車用）
（ドリームなごや号）

### 鉄道
名古屋市営地下鉄東山線が区のほぼ中央を東西に通り、東端の藤が丘駅を終点としている。2005年に藤が丘駅からリニモが開通し、鉄道のみで市境を越えて長久手市方面へ行くことも可能になった。区を南北に貫通する鉄道路線は存在しない。なお、当区の猪子石原・天神下の一部からは、守山区の名鉄瀬戸線の小幡駅まで自転車でのアクセスが可能である（矢田川にかかる小原橋経由で約1.5 km）。

#### 鉄道路線
愛知高速交通（リニモ）
■ 東部丘陵線：藤が丘駅 -（長久手市）

#### 地下鉄
名古屋市交通局（名古屋市営地下鉄）
■ 東山線：（名古屋市千種区）- 一社駅 - 上社駅 - 本郷駅 - 藤が丘駅
※ 星ヶ丘駅は千種区にあるが、本区の名東本町、にじが丘にほど近い。

### バス

#### 路線バス
- 名古屋市営バス
- 名鉄バス

このほか、くるりんばす（日進市コミュニティバス）が東名古屋病院に、N-バス（長久手市コミュニティバス）が藤が丘駅に乗り入れている。

#### 都市間バス
- 東名ハイウェイバス（名古屋インターバス停）
  - ドリームなごや号（同上）
  - ファンタジアなごや号（同上）
- 山の湊号（豊鉄バス：藤が丘名鉄バスターミナル）

#### 営業所
- 名古屋市営バス猪高営業所

#### バスターミナル
- 一社バスターミナル
- 上社バスターミナル
- 引山バスターミナル
- 藤が丘バスターミナル
  - （市バス・名鉄バス）
- 本郷バスターミナル

区内にある全ての地下鉄駅にバスターミナルがある。地下鉄が通っていない区の北部には複数のバスの乗継拠点として引山バスターミナルが設置されている。

### 道路

#### 高速道路
中日本高速道路（NEXCO中日本）
- 東名高速道路：（長久手市） -（21）名古屋IC -（名古屋市守山区）
- 名古屋第二環状自動車道本線：（名古屋市天白区） -（4）高針JCT -（5）上社南IC -（5-1）上社JCT -（6）上社IC -（7）引山IC -（名古屋市守山区）
- 名古屋第二環状自動車道名古屋支線：（21）名古屋IC -（5-2）本郷IC -（5-1）上社JCT - （名古屋第二環状自動車道本線）

名古屋高速
- 2号東山線：（名古屋市千種区） - 高針TB -（206/216）高針出入口 - 高針JCT

#### 国道
- 国道302号（名古屋環状2号線）
- 国道363号（出来町通）

#### 県道
主要地方道
- 愛知県道6号力石名古屋線
- 愛知県道59号名古屋中環状線
- 愛知県道60号名古屋長久手線（東山通・グリーンロード）

一般県道
- 愛知県道208号上半田川名古屋線
- 愛知県道215号田籾名古屋線（出来町通）
- 愛知県道217号岩藤名古屋線
- 愛知県道219号浅田名古屋線

#### 幹線道路の道路通称名
＜南北の道路＞
- 環状2号

＜東西の道路＞
- 出来町通
- 東山通

## 観光

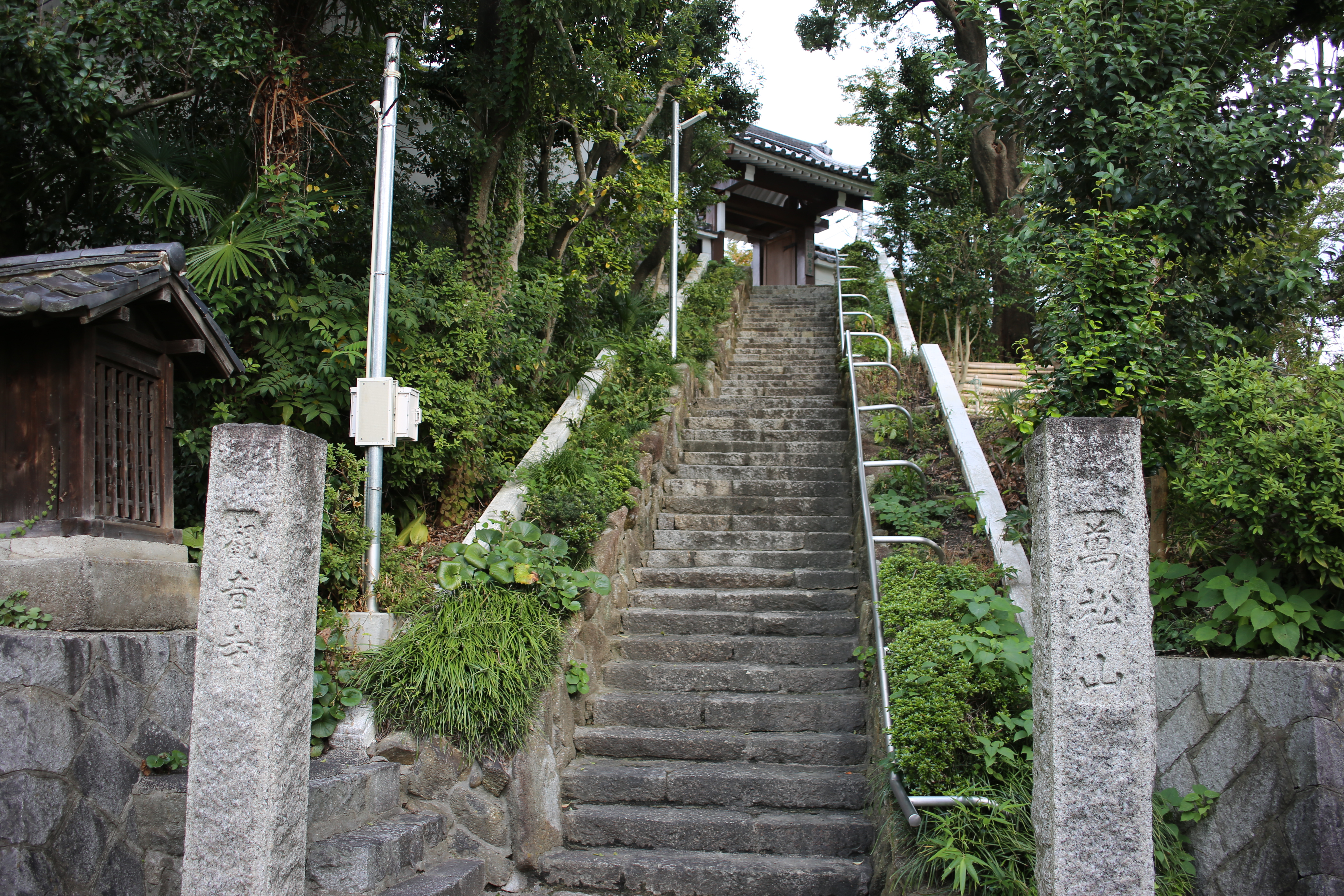
上社城

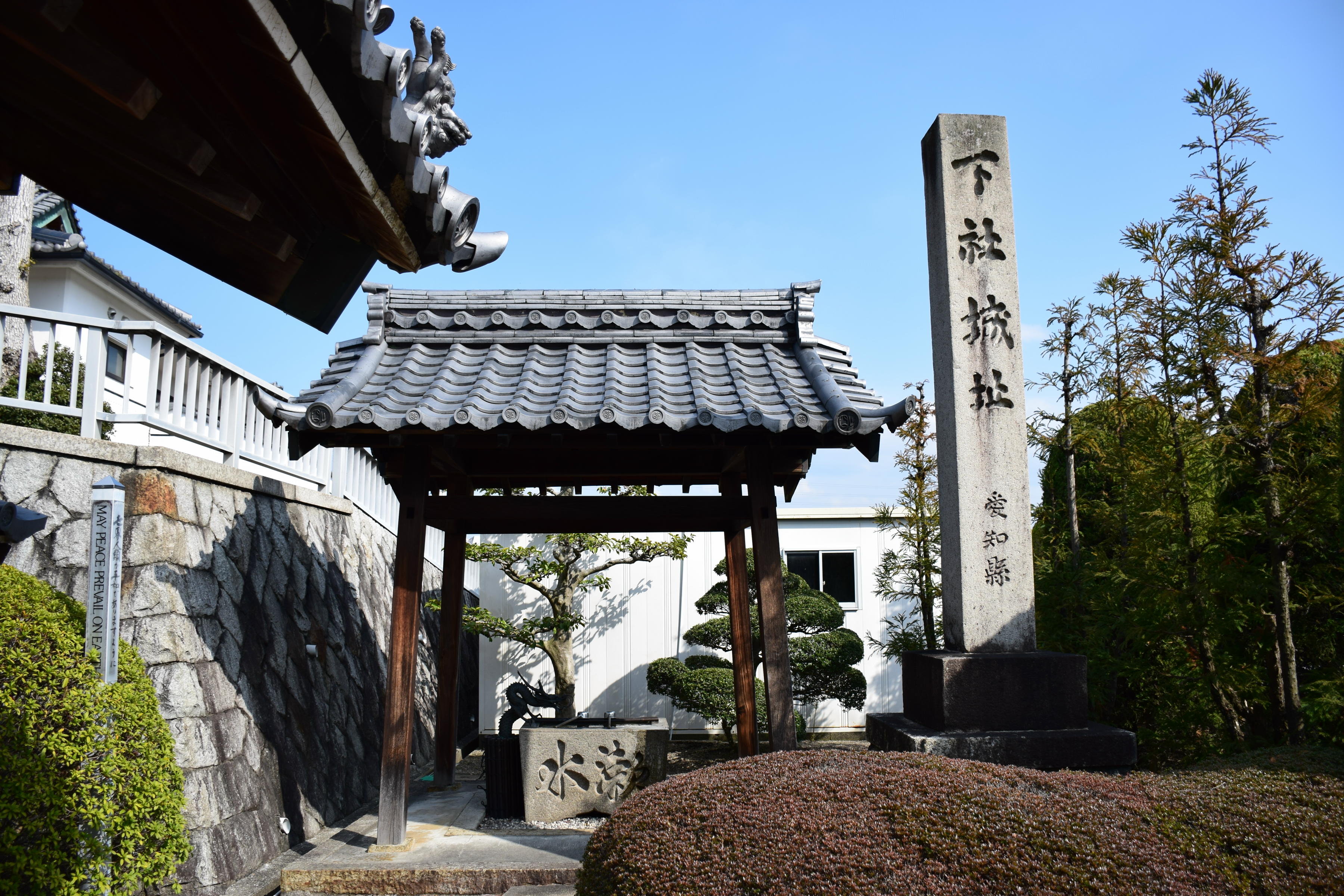
下社城

### 名所・旧跡
主な城郭
- 猪子石城
- 上社城
- 下社城
- 一色城跡

主な寺院
- 観音寺
- 月心寺
- 東勝寺
- 明徳寺
- 蓮教寺
- 神蔵寺

- 月心寺
- 東勝寺
- 明徳寺
- 蓮教寺

主な神社
- 猪子石神明社
- 貴船神社（一社)
- 貴船神社（貴船)
- 秋葉神社
- 日吉神社

- 猪子石神明社
- 貴船神社
- 日吉神社

### 観光スポット
主な公園
- 香流川緑道（かなれがわりょくどう）
- 明徳公園
- 猪高緑地
- 牧野ヶ池緑地
- 猪子石（いのこいし）
- 西一社中央公園
- 越前公園

- 香流川緑道
- 牧野ヶ池緑地

資料館
- 神明社資料館（神月町602番地）：猪子石地区の土地区画整理事業関係書類、御馬塔の馬標（だし）や棒の手の武具、古文書等を展示。
- 宮島考古資料館（松井町140番地）：主に名東区内から出土の土器・刀剣を展示。
- 衣の民俗館（大針一丁目204番地）：衣生活を中心とした風俗史・生活文化史に関する私立博物館。
- 戦争と平和の資料館ピースあいち

- 神明社資料館
- 戦争と平和の資料館ピースあいち

## 文化・名物

### 祭事・催事
主な祭事
- 棒の手（ぼうのて）
- 馬の塔（おまんと）

### 団体
劇団
- 劇団うりんこ

### スポーツ
| チーム        | スポーツ | リーグ                     | 本拠地 | 設立   |
| ------------- | -------- | -------------------------- | ------ | ------ |
| FC.SIRIUS尾張 | サッカー | 西尾張社会人サッカーリーグ |        | 2009年 |

## 出身関連著名人

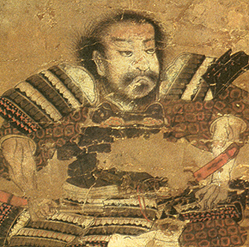
柴田勝家

### 歴史上の人物
- 柴田勝家（安土桃山時代の武将、織田家家臣）：尾張国愛知郡上社村出身、明徳寺（名東区陸前町）周辺に居を構えていたと言われる。明徳寺境内には生誕の碑が建立されている。

### 現代
- 赤楚衛二（俳優）
- 浅井健一（ロックバンド：BLANKEY JET CITY（2000年解散）、ギター・ボーカル）市立香流小学校、市立猪子石中学校卒業
- 浅田真央（フィギュアスケート選手）：市立高針台中学校を卒業。
  - 浅田舞（フィギュアスケート選手・モデル）：市立高針台中学校を卒業。浅田真央の実姉。
- 天野浩成（俳優）：市立香流小学校卒業。名東区で育った。妻は雛形あきこ。
- 有森聡美（作詞家）：東京に出るまで、名東区に住む。
- かとうかず子（女優・タレント）：市立神丘中学校を卒業。
- coba（アコーディオニスト・作曲家）：中学高校時代区内星ヶ丘駅周辺在住、新栄の山本楽器アコーディオン教室に通っていた。
- 佐藤かよ（モデル・タレント）：上京前、名東区で育った。
- 佐藤有美（長久手市長）
- 柴田俊明（画家）：市立神丘中学校を卒業。小・中学時代、一社駅周辺在住。
- 進藤あまね：藤が丘に生まれる[10]。
- とく村長（漫画家）
- 中西哲生（サッカー解説者・元Jリーグ名古屋、川崎所属）：市立猪高中学校を卒業。
- 板東英二（元野球選手・タレント）：藤が丘周辺在住。
- 日野紗里亜（衆議院議員、国民民主党所属）：猪高小学校・猪高中学校・東邦高等学校卒業。
- 真山景子（モデル）：子供の頃、一社周辺で育った。
- 山田裕貴（俳優）

### PRキャラクター
- めいとう勝家くん